# Æthelwald (Deira)

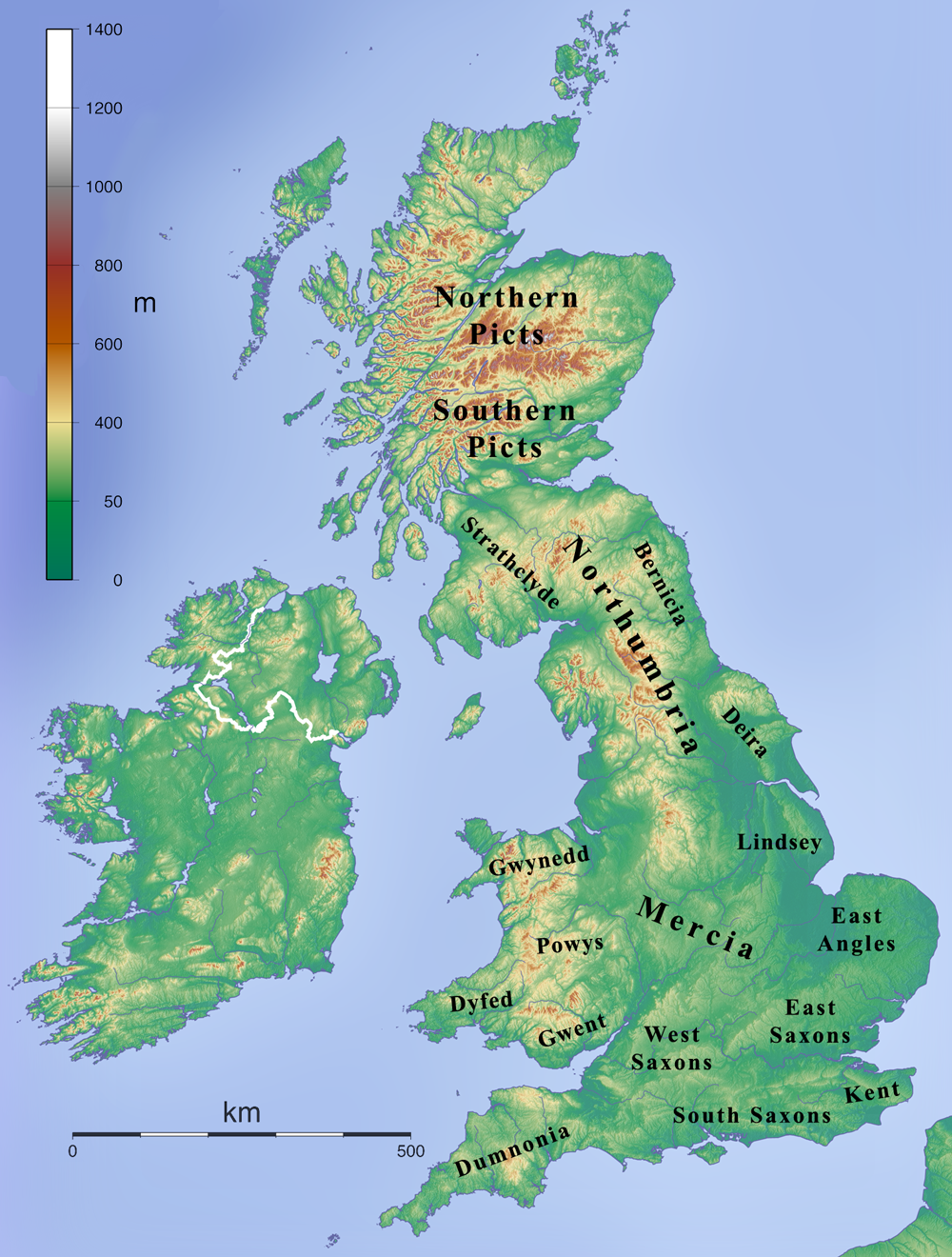
England zur Zeit Æthelwalds

Æthelwald (auch Œthelwald, Oidiluald, Æþelwald, Æðelwald, Æthelweald, Æthelwold, Aethelwald, Ethelwald) war von 651 bis 655 Unterkönig des angelsächsischen Königreiches Deira.

## Leben
Æthelwald war ein Sohn des Königs Oswald von Northumbria. Seine Mutter war vermutlich eine irische Frau mit der Oswald während seines Exils (616–634) zusammenlebte.
Sein Onkel König Oswiu von Bernicia wollte im Jahr 651 Deira annektieren. Bei Uilfarasdun standen sich die Heere gegenüber als der deirische König Oswine die feindliche Übermacht erkannte und sein Heer auflöste. Oswine suchte Zuflucht bei einem seiner Gefolgsleute in Ingethlingum (Gilling im Distrikt Ryedale). Doch der verriet ihn an Oswiu, der Oswine am 20. August 651 ermorden ließ. Oswius ehrgeiziger Plan ging nicht auf, denn die Herrschaft über Deira ging zunächst an seinen Neffen Æthelwald, der anfangs wohl als sein Unterkönig regierte, bald aber, wahrscheinlich von Penda, dem König von Mercia unterstützt, versuchte sich unabhängig zu machen. Trotz seiner Allianz mit dem heidnischen Penda gilt Æthelwald als vorbildlicher christlicher Herrscher. An seinem Hof wirkte Cælin als Hofkaplan. Dessen Brüdern stellte er um das Jahr 654 Land für den Bau eines Klosters zur Verfügung. Cedd, Chad und Cynebill gründeten das northumbrische Kloster Læstingaeu (Lastingham, Yorkshire), das Cedd als Abt neben seiner Bischofstätigkeit in Essex leitete. Æthelwald kehrte oft zum Gebet in dieses Kloster ein und soll den Wunsch geäußert haben, dort bestattet zu werden.
Im Bündnis mit Penda, Æthelhere von East Anglia und dem walisischen König Cadfael ap Cynfeddw von Gwynedd ging Æthelwald 655 in einem Feldzug gegen Oswiu vor und drängte ihn zunächst bis nach Schottland zurück. Oswiu versprach hohe Tributzahlungen, wenn Penda das Land verließe, doch jener lehnte ab. Oswiu und sein Sohn Ealhfrith stellten sich Penda mit deutlich geringeren Truppen entgegen. Æthelwald und Cadfael verließen das Heer aber offenbar vor der entscheidenden Schlacht von Winwaed bei Loidis (Leeds) am 15. November. Penda und Æthelhere fielen in der Schlacht. Vermutlich wollte Æthelwald durch dieses Manöver die Gunst Oswius zurückgewinnen, doch setzte dieser ihn offenbar ab und seinen Sohn Ealhfrith als Æthelwalds Nachfolger ein. Æthelwald verschwand darauf aus den Quellen; sein weiteres Schicksal ist unbekannt.